# 唐述棣
唐述棣（1922年—2014年7月17日），安徽桐城人，中国人民解放军军事将领。
早年参加八路军，并参加抗日战争、第二次国共内战。1972年，担任中国人民解放军第24集团军军长。1982年，担任华东军区司令员、后改任南京军区副司令员。曾获三级独立自由勋章、三级解放勋章和独立功勋荣誉章。